# Emil Bærentzen
Emilius Ditlev Bærentzen (eller Emil Bærentzen) (født 30. oktober 1799 i København, død 14. februar 1868 sammesteds) var en dansk portrætmaler og litograf, grundlægger af Em. Bærentzen & Co.
Bærentzens far, Christian Bærentzen, var fyrbøder i Kancelliet. 1813 kom Emilius Ditlev i apotekerlære i Nykøbing Sjælland, men et par år efter til Christiansted på St. Croix, hvor han fik plads i et af regeringskontorerne. Efter fem års ophold i Vestindien kom han tilbage til København og tog dansk-juridisk eksamen. 
Nu kastede han sig over kunsten, som han tidligere havde dyrket i sin fritid. 1821 begyndte han at gå på Kunstakademiet, vandt 1826 dets lille sølvmedalje og året efter den store. Samtidig begyndte han at male portrætter og blev en meget benyttet portrætmaler. 1835 blev han agreeret ved Kunstakademiet, men opnåede ikke at blive medlem.
1837 henvendte han sig med et på sten tegnet portræt til grosserer H.L. Danchell for at få det trykt; Danchell bestyrede nemlig sin afdøde svigerfader, malermester S. Hambroes voksdugsfabrik, i hvilken der brugtes flere stentrykpresser til at lægge de farvede tegninger på voksdugene med. Udfaldet blev tilfredsstillende, og denne tilfældighed førte til, at Bærentzen og Danchell sammen oprettede et litografisk etablissement under firmaet Em. Bærentzen & Co., Danchell aftrådte i 1843 sin andel til grosserer Emil Winning, der to år efter også købte sin svoger Bærentzens andel. 
Derfor ophørte firmaet "Em. Bærentzen & Comp." imidlertid ikke. Det fortsatte under forskellige indehavere (C.M. Tegner, Adolph Bull, J.P. Trap) indtil det i 1874 blev indlemmet i det større firma Hoffensberg, Jespersen & Fr. Trap.
I sine sidste år led Bærentzen meget af legemlig svaghed, men malede dog endnu i 1866 gehejmeråd Cosmus Bræstrups portræt til Den Danske Frimurerordens logebygning i Helsingør. Han døde 14. februar 1868.
1829 havde han giftet sig med Frederikke Helene Winning (1801-49), datter af proviantforvalter i Marinen Poul Winning og Johanne Marie født Lund.

## Billeder
| - Selvportrætter, familie og gravsted - Selvportræt, 1827 - Selvportræt, Ukendt datering - Portræt af Bærentzens hustru, far, søn og plejesøn, 1830'erne - Bærentzen. Portræt udført af Andreas Hunæus Ml. 1832 og 1866 - Gravplads på Holmens Kirkegård |

| - Andre værker af Emil Bærentzen - En gammel invalid. Portræt af en soldat, 1828 - "Familiestykke" / "Bærentzen Familiebillede", 1828 - "Man sidder ved eftermiddagsteen, og på væggen hænger J.F. Clemens' velkendte stik af slaget på Reden den 2. april 1801. ... ", 1829 |

| - Konferenceråd Gerhard Christopher Schram og hans familie i hjemmet, Nørregade 5. "Det Shramske familiebillede", 1829. - Søren Ludvig Tuxen, 1837 - Regine Olsen, 1840 - Marinemaleren Anton Melbye, 1848 - En gammel invalid. Portræt af en soldat. 1849 - Portræt af elegant kvinde i blå kjole med lyserød sløjfe i håret. Ml. 1817 og 1868 |

| - Litografier - Anton Melbye Litografi. 1840'erne - C.N. Rosenkilde. Litografi 1841 - Christian Winther, 1843 - Christian 8. Senest 1849 - H.C. Ørsted, 1840'erne - Et italiensk fængselsvindue. Efter 1862 |